# Dendrobium micholitzii
Dendrobium micholitzii är en orkidéart som beskrevs av Robert Allen Rolfe och Oakes Ames. Dendrobium micholitzii ingår i släktet Dendrobium, och familjen orkidéer. Inga underarter finns listade i Catalogue of Life.